# Partido Alianza Regionalista Liberal
Partido Alianza Regionalista Liberal (PARL) fue un partido político chileno de centro, que tuvo existencia legal «en formación» entre mayo y diciembre de 2003.

## Historia
A fines de 2002, exmilitantes del Partido Liberal, que había sido disuelto por ley ese mismo año, constituyeron el Partido Alianza Regionalista Liberal, siendo reconocido por el Servicio Electoral el 3 de mayo de 2003. Tenía como símbolo una antorcha metálica de color acero azulado, con triple borde metálico superior, y con llamas en blanco azulado, naranja y rojo. Según su Declaración de principios, el partido promovía «la libertad, la tolerancia, el pluralismo, la dignidad y el libre ejercicio de la conciencia». Su primer presidente fue José Ducci Claro.
Surgió como una continuidad de los partidos Alianza de Centro (1992-1998) y Liberal (1998-2002), agregando un cariz regionalista, y como lo definía su lema —«Alternativa Liberal»— se planteó como alternativa a los dos bloques políticos predominantes, la Concertación y la Alianza.
Su inscripción fue caducada por el Servicio Electoral el 3 de diciembre de 2003.

## Directiva
La directiva del partido al momento de su constitución era:
- Presidente: José Ducci Claro
- Vicepresidente: Cristián Luco Rosende
- Secretario General: Celso Hormazábal Suazo
- Tesorero: Ramón Espejo Fuenzalida
- Subsecretario General: Miguel Garcés Piña